# Leonardo Nierman

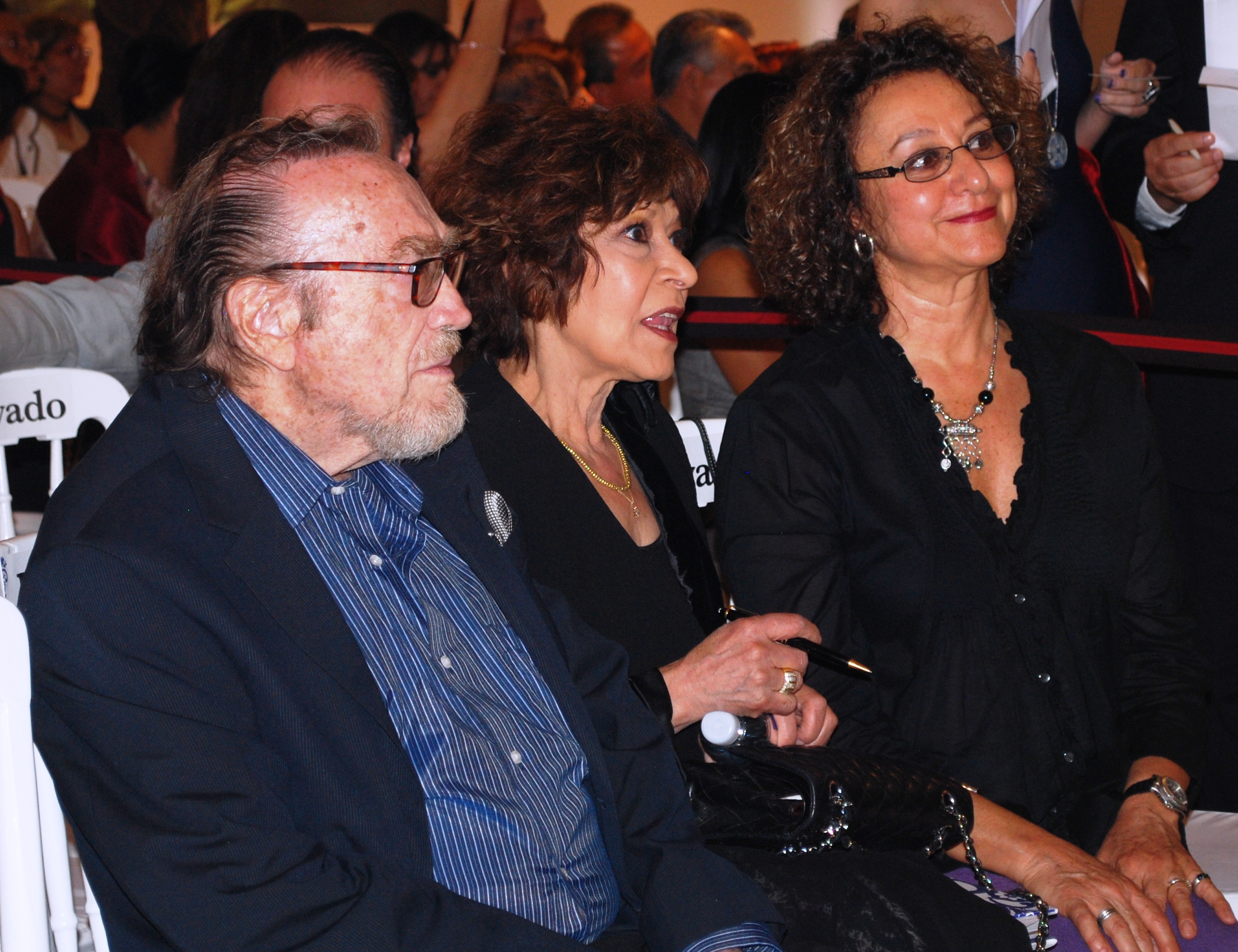
Leonardo Nierman, Cristina Pacheco und Eugenia Marcos (2012)

Leonardo M. Nierman (* 1. November 1932 in Mexiko-Stadt; † 7. Juni 2023) war ein mexikanischer Künstler.
Hauptsächlich für seine farbenfrohen Ölbilder bekannt, schaffte er auch Skulpturen und Vasen.

## Leben
In seiner Jugend interessierte er sich sehr für Violine, Mathematik und Naturwissenschaften. Im Jahr 1951 schloss er die Universidad Nacional Autónoma de México mit einem Abschluss in Physik und Mathematik ab. Dieser naturwissenschaftliche und musische Hintergrund findet sich auch in vielen seiner Bilder, die geometrische Formen und eine Art „mathematische Gradlinigkeit“ beinhalten.
Im Jahr 1969 wurde ihm der Preis Palme d’Or des Beaux Arts in Monaco verliehen. Leonardo Nierman wurde rund um die Welt in einer Vielzahl Galerien und Museen ausgestellt, unter anderem finden sich seine Werke im Tel Aviv Museum of Art in Israel und im Museum of Fine Arts in Boston, Massachusetts.